# 乔恩·泰勒
乔恩·泰勒（英語：Jon Taylor）美国重录音混音师。他曾4次提名奥斯卡最佳音响效果奖。自1989年起，乔恩参与制作了120多部电影。 他因电视剧海豚的故事中的杰出混音，于1996年和1997年两次获得艾美奖。

## 部分影视作品
- 神鬼獵人 (2015)[1]
- 鳥人 (2014)[2]
- 坚不可摧 (2014)[2]
- 登月先鋒(2018)[3]